# Anna Gabriel
Anna Gabriel i Sabaté (Sallent de Llobregat, 13 de septiembre de 1975) es una política, educadora social y docente española, militante de la Candidatura de Unidad Popular (CUP) que ocupó diversos puestos en la política municipal y autonómica catalana entre 2003 y 2017, año en que se estableció en Ginebra (Suiza) tras abrir la justicia española varias causas penales contra ella. En julio de 2022 comparece de manera voluntaria ante el Tribunal Supremo para regularizar su situación procesal. En febrero de 2024, la A. P. de Barcelona, a donde declinó su causa el TS, archivó la misma, dándola por terminada.

## Biografía
Nació en Sallent de Llobregat, en el seno de una familia minera. Su padre emigró desde Minas de Riotinto (Huelva) y llegó a Sallent de Llobregat para trabajar en la mina y su madre, nacida allí, proviene de una familia minera de Murcia y militó en el PSUC. Su abuelo era de la CNT, al igual que su bisabuelo. Anna Gabriel y su hermano fueron los primeros independentistas de la familia.
Es diplomada en Educación social y se licenció posteriormente en Derecho. Realizó un máster en Derechos Sociolaborales en la Universidad Autónoma de Barcelona, donde fue profesora asociada de historia del derecho.

### Trayectoria
Inició la militancia política a los 16 años en el ámbito local, en la Plataforma Antifascista. Tras estudiar educación social trabajó en diferentes ayuntamientos y entidades como educadora de calle y participó en la fundación de la Coordinadora de Asociaciones por la Lengua Catalana.
Miembro de Endavant, y afiliada a la Confederación General del Trabajo (CGT), fue cofundadora del colectivo Terra i Llibertat.
Empezó a militar en la Candidatura de Unidad Popular en 2002 y formó parte del grupo que creó la CUP en Sallent de Llobregat. 
En 2003 fue elegida concejala del Ayuntamiento de Sallent de Llobregat. Perteneció al equipo de gobierno municipal en la coalición de Renovació Democràtica de Catalunya-CUP, ERC y PSC. Volvió a presentarse a las elecciones municipales en 2007 y fue concejala en la oposición hasta 2011.
En 2004 fue candidata a las elecciones europeas como número tres de la lista que presentó la CUP. Realizó sus estudios universitarioss mientras se implicaba en la entidad El Carrilet, el Ateneo Popular Rocaus y trabajó en la atención a la infancia en riesgo en Puntos de Encuentro y la Unidad de Detección y Prevención de maltrato infantil de la Dirección General de Atención a la Infancia de la Generalidad de Cataluña.

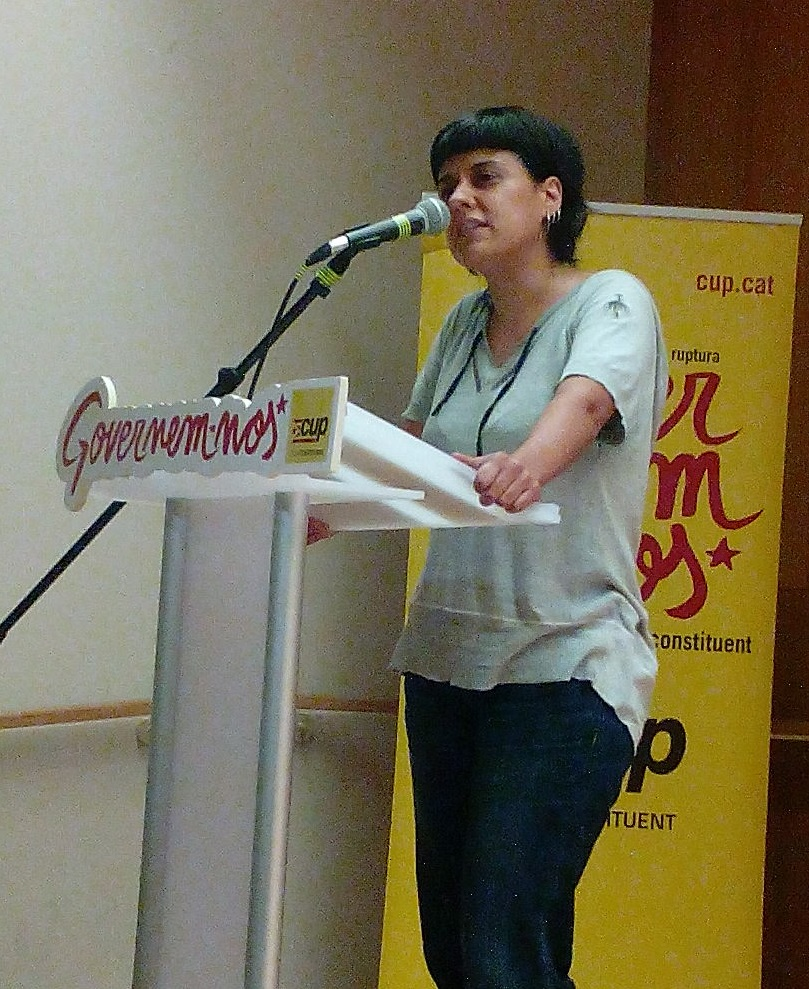
Anna Gabriel i Sabaté durante un acto de la CUP en el Centro Cultural la Violeta (Gràcia, Barcelona)

De 2007 a 2009 fue miembro del Secretariado Nacional de la CUP siendo la candidata más votada y nombrada portavoz, pero a los pocos meses dimitió — según sus declaraciones — con el objetivo de abrir el debate de la democracia interna de la CUP. En 2009, cuando se planteó el primer debate en la CUP sobre la participación en las elecciones autonómicas, Anna Gabriel defendió la posición de que era todavía prematuro.
Concejala del Ayuntamiento de Sallent de Llobregat entre 2003 y 2011 y diputada entre 2015 y 2017 de la xi legislatura del Parlamento de Cataluña por la formación política en la que milita desde 2002. 
En 2012 se presentó a las elecciones al Parlamento de Cataluña pero no logró escaño. De 2013 a 2015 trabajó en la Oficina Técnica del Grupo Parlamentario de la CUP-AE como coordinadora. Ese mismo año fue portavoz de la campaña Independència per canviar-ho tot (Independencia para cambiarlo todo) organizada por varias organizaciones políticas, sociales y culturales de carácter independentista. En las elecciones de septiembre de 2015, tras ganar elecciones primarias, fue la número 2 de la lista de la CUP por Barcelona y logró uno de los 10 escaños de la CUP en el Parlamento de Cataluña.
El 10 de enero de 2016 fue la encargada de intervenir en nombre de la CUP en el Parlamento en el debate de investidura en el que se eligió a Carles Puigdemont como presidente de la Generalidad. Votó a favor de su nombramiento.
El 27 de octubre de 2017 estuvo presente en la votación del Parlament que fue respondida con la aplicación del artículo 155 de la Constitución y la defensa de la Carta Magna por parte de las principales instituciones políticas y mediáticas de España.

### Causa judicial
El 22 de diciembre de 2017 el Tribunal Supremo abrió a Anna Gabriel una investigación por delito de rebelión. Fue citada a declarar ante el magistrado instructor del caso abierto por ese motivo, Pablo Llarena, el 21 de febrero de 2018, pero unos días antes se trasladó a la ciudad suiza de Ginebra para evitar la acción de la justicia española, anunciando que no acudiría a la citación judicial. Tras la incomparecencia a la citación del Tribunal Supremo el 23 de febrero de 2018, el juez emitió un auto de detención en España.
El 21 de marzo de 2018 el magistrado de la Sala Segunda del Tribunal Supremo Pablo Llarena decidió rebajar la acusación y procesar a Anna Gabriel por desobediencia (art. 410 del Código Penal), delito que no implica penas de cárcel.
El 18 de febrero de 2022, cuando se cumplieron 4 años de su salida a Suiza, tuvo lugar una manifestación en Barcelona con el lema en catalán: «Te queremos en casa, Anna Gabriel». La manifestación reunió a unas 300 personas y en la misma se reprodujo un audio de Anna Gabriel.
En julio del mismo año, la exdiputada volvió a España y compareció voluntariamente ante el Tribunal Supremo el 19 de julio de 2022. La causa continuó en septiembre de 2022. En enero de 2023, el TS declinó la causa en favor de la Audiencia Provincial de Barcelona. En febrero de 2024, la A. P. de Barcelona archivó la causa tras seis años de periplo judicial.

### Vida en Suiza
Gabriel trabaja en el sindicato UNIA como responsable en Ginebra del mundo asociativo y la atención asistencial privada. El sindicato UNIA nació de la unión de varios sindicatos: el sindicato de Industria y la Construcción (GBI), la Federación de trabajadores del Comercio, Transportes y la Alimentación (VHTL) y la de Industria, Oficios y Servicios (SMUV).
En noviembre de 2021 fue la primera mujer en llegar al puesto de dirección del sindicato UNIA mediante elección de delegados, anteriormente lo había dirigido la italo-suiza Vania Alleva, pero no llegó al puesto mediante elecciones.

### Vuelta a España
A mediados de 2022 volvió a España, instalándose en su localidad natal de Sallent de Llobregat, en la comarca barcelonesa de Bages.